# Vif Paaschburg
Vif Grete Fischer Paaschburg (29. oktober 1924 i Maribo - 6. juli 2001 på Frederiksberg) var en dansk bordtennisspiller, der i begyndelsen af 1950'erne vandt to DM-guld og et -sølv i damesingle som repræsentant for Glostrup IC. Hun spillede endvidere otte landskampe for Danmark og var bl.a. med på holdet, der vandt sølvmedaljer ved de Nordiske mesterskaber i bordtennis 1951, hvor hun også vandt sølv i damedouble med Gerda Münster som makker og bronze i single.

## Karriere
Vif Paaschburg vandt sit første danmarksmesterskab i 1950 i Idrætshusets træningssal i København, da hun sikrede sig damesingletitlen ved at besejrede Gerda Münster fra Lyngby i finalen med 21-19, 22-20. Paaschburg havde på det tidspunkt kun spillet bordtennis i tre år og deltog ved DM i sin første store turnering. Hun var derfor et helt ubeskrevet blad, da hun vandt mesterskabet, som endvidere var foreningen Glostrup IC's første danmarksmesterskab. Hun gentog triumfen året efter, hvor mesterskabet blev spillet i badmintonhallen i Nykøbing Falster. Ved DM i 1952 afviklet på Hotel Borgen i Rønne var Paaschburg i damesinglefinalen for tredje år i træk men måtte denne gang på trods af sit kraftfulde spil se sig besejret af den mere teknisk anlagte Evy Schandorff fra Stefan, som dermed vandt sin tredje DM-titel i damesingle. Efter en nervøs start på finalen, hvor Paaschburg kom bagud med 0-6, fik hun udlignet til 20-20, hvorefter Schandorff sikrede sig sættet knebet med 22-20. I andet sæt blev Schandorffs større overblik og sikkerhed i grundslagene afgørende for at hun vandt det sikkert med 21-15 og dermed kampen med 2-0 i sæt. I 1953 blev DM spillet i Odense, hvor Vif Paaschburg vandt sølvmedalje i damedouble. Sammen med Gerda Münster tabte hun i finalen til esbjergenserne Frida Brøbech og Gudrun Kahns med 18-21, 21-15, 5-21.
Ved de nordiske mesterskaber i 1951 i Helsinki tabte Vif Paaschburg i semifinalen af damesingleturneringen til svenskeren Inge Bergström Brehmer med 17-21, 14-21, 11-21. I damedoublerækken spillede hun sig sammen med makkeren Gerda Münster til sølvmedaljer, mens det danske damehold endte holdmesterskabet på andenpladsen.

## Resultater

### Danmarksmesterskaber
- Damesingle
  -  Guld (2): 1950, 1951.
  -  Sølv (1): 1952.

- Damedouble
  -  Sølv (1): 1953.

### Nordiske mesterskaber
- Hold
  -  Sølv (1): 1951.

- Damesingle
  -  Bronze (1): 1951.

- Damedouble
  -  Sølv (1): 1951 (m. Gerda Münster).

### Landskampe
- Vif Paaschburg tabte både sin single- og doublekamp i debutlandskampen mod Finland i Helsinki den 3. november 1950, hvor danskerne tabte med 2-3.[11]
- Paaschburg var udtaget til landskampen mod Norge i Odense den 25. november 1950.[12]
- I landskampen mod Sverige i Århus den 9. februar 1951 tabte Vif Paaschburg både sin single- og doublekamp i nederlaget på 3-0. I single blev det til nederlag på 10-21, 14-21 mod Inga Bergström, mens hun i double sammen med Gerda Münster måtte se sig besejret med 21-9, 21-15 af Iris Persson og Inga Bergström.[13][14]
- I 3-2-sejren over Finland den 18. februar 1951 i Ringsted vandt Vif Paaschburg begge sine singlekampe: 21-16, 17-21, 23-21 over Doris Lindblad og 21-15, 23-21 over Delice Bergholm. Til gengæld tabte hun doublekampen sammen med Gerda Münster med 18-21, 13-21.[15]
- De Nordiske mesterskaber 1951 blev spillet i Lilla Mässhallen i Helsinki, og holdkonkurrencen for damer blev afviklet den 17. november 1951 med deltagelse af tre nationer. I kampen mod Sverige tabte Vif Paaschburg både sin single- og doublekamp i nederlaget på 3-0. Kampen mod Finland blev vundet af danskerne med 3-1, og dermed endte det danske hold på andenpladsen.[16][17]
- Paaschburg var udtaget til landskampen mod Tyskland i Neumünster den 2. december 1951.[18]
- Paaschburg var med på det danske hold, der besejrede Norge med 3-0 i Oslo den 19. november 1952.[19]

### Andre udvalgte hold
Derudover deltog Vif Paaschburg på et forstærket Lolland-Falster-hold ved Lolland-Falsters Bordtennis Unions jubilæumsarrangement mod det tyske landshold den 10. marts 1953 i Nykøbing Falster, hvor gæsterne vandt samtlige kampe.
Ved unionskampene i Esbjerg den 13. december 1953 var Paaschburg med på det udvalgte hold fra Sjælland, og hun vandt alle sine tre kampe i 9-0 sejren over Fyn, mens det blev til én vundet og to tabte kampe i 3-6-nederlaget til Jylland.

### Øvrige turneringer
- Vinder af Ballerups åbne turnering 1949/50.[4]
- Vinder af Gentoftes åbne turnering 1949/50.[4]
- Vinder af unionsmesterskabet i Handels- og Kontorstandens Boldspil Union.[4]
- Vinder af Nakskov Boldklubs åbne mesterskab i damesingle 1950.[22]
- Vinder af Boldklubben Zeros åbne turnering i damesingle 1950.[23]
- Ved provinsmesterskaberne 1951, der blev afviklet i Holbæk, vandt Paaschburg mesterskabet for damehold som en del af Glostrup IC's hold samt damedoublemesterskabet (sammen med Gerda Münster fra Lyngby).[24]
- Vinder af Gentofte Bordtennisklubs mesterskab 1951.[25]
- Vinder af Københavns Bordtennis Unions jubilæumsturnering (1951) i damesingle og mixed double (sammen med Harry Sørensen).[26]
- Vinder af Sjællandsmesterskabet 1952 i damesingle (afviklet i Roskilde) efter finalesejr på 21-15, 19-21, 21-8 over Inge Terphøj fra Brede.[27]
- Ved provinsmesterskaberne 1953, der blev spillet i Nakskov, vandt Paaschburg damesingletitlen ved at bedsejre Gudrun Kahns fra Esbjerg i finalen. Hun var også i finalen i mixed double-rækken, hvor hun sammen med klubkammeraten Kurt Christiansen tabte Inge Terphøj og Vilhelm Luckow.[28]
- Ved provinsmesterskaberne 1954, der blev spillet i badmintonhallen i Odense, vandt Paaschburg sølvmedalje i damedouble, da hun med Inge Terphøj som makker tabte i finalen til Frida Brøbech og Gudrun Kahns med 14-21, 14-21. Sammen med Kurt Christiansen nåede hun semifinalen i mixed double.[29]

## Privatliv
Vif Paaschburg blev født i Maribo den 29. oktober 1924 som datter af Svend Erhard Paaschburg og hustru Fanny Hildeborg Fischer Rasmussen. Hun havde en storebror, Per (født 1921), og en lillebror, Ib (født 1929), og voksede op på Midtlolland og Stevns, inden familien i begyndelsen af 1930'erne flyttede til Glostrup, hvor faderen fik arbejde ved politiet som kriminalbetjent.
I midten af 1940'erne blev hun ansat som direktionssekretær i Forstædernes Bank, hvor hun i 1947 begyndte at spille bordtennis. I 1949 meldte hun sig ind i Glostrup IC for at dyrke sporten på konkurrenceplan, og allerede året efter blev hun altså danmarksmester for første gang. Hun stoppede bordtenniskarrieren i midten af 1950'erne, og i 1956 blev hun gift med Kristen Damgaard Kristensen, med hvem hun i 1957 fik sit eneste barn, sønnen Hans Damgaard Kristensen. Parret blev skilt i 1974, og Vif giftede sig i begyndelsen af 1980'erne med Henning Isachsen. Hun beholdt stillingen som sekretær for direktionen i Forstædernes Bank, indtil hun midt i 1980'erne gik på pension.